# IC 1281
IC 1281 је спирална галаксија у сазвјежђу Херкул која се налази на листи објеката дубоког неба у Индекс каталогу.
Деклинација објекта је + 35° 59' 52" а ректасцензија 18h 11m 38,1s. Привидна величина (магнитуда) објекта IC 1281 износи 14,9 а фотографска магнитуда 15,7. IC 1281 је још познат и под ознакама CGCG 200-10, NPM1G +35.0424, PGC 61527.